# Васил Горанов
Васил Иванов Горанов е български художник, живописец.

## Биография
Роден е на 12 август 1972 г. През 2000 година завършва живопис във Великотърновския университет „Св. св. Кирил и Методий“ в класа на проф. Николай Русчуклиев. Оттогава живее и твори в София.

## Творчество
Картините на Васил Горанов са изработени в маслена техника, можем да видим виенски балове, стари български пазари, корабни битки и гладиаторски борби, магически или религиозни сюжети.
Картини на художника са собственост на редица колекционери както от България така и от чужбина.

## Изложби

### Самостоятелни изложби
| ГОДИНА  | ИЗЛОЖБА | МЯСТО                                                  |  |
| ------- | --- | ------------------------------------------------------ |  |
| 2003 г. | Изложба от пленера в Белгия | Салон на изкуствата, Национален дворец на културата    |  |
| 2004 г. | Изложба живопис от пленер в Париж под патронажа на Н.Пр. г-н Жан Лу Кюн- Делфорж - извънреден и пълномощен посланик на Френската Република               | Салон на изкуствата, Национален дворец на културата\|- |  |
| 2004 г. | Изложба живопис от България | Raiffeisen Zentralbank Vienna                          |  |
| 2005 г. | Изложба живопис от пленер в Австрия, долината Вахау, Австрия                                                                                             | Салон на изкуствата, Национален дворец на културата    |  |
| 2005 г. | Изложба живопис | Българско консулство в Истанбул, Турция                |  |
| 2006 г. | Изложба живопис от пленер в Италия | Салон на изкуствата, Национален дворец на културата    |  |
| 2007 г. | Изложба живопис от пленер в Испания, Каталуния | Централен военен клуб, София                           |  |
| 2008 г. | Изложба живопис от пленер в Санкт Петербург, Русия | Централен военен клуб, София                           |  |
| 2009 г. | Изложба живопис от пленер в Лондон | Централна Софийска опера                               |  |
| 2010 г. | Изложба живопис "Белоградчик и скалите" | гр. Белоградчик, хотел "Скалите"                       |  |
| 2010 г. | Изложба живопис | Галерия „АРТЕ“                                         |  |
| 2011 г. | Изложба „България и традиция“ | Централен военен клуб, София                           |  |
| 2012 г. | Изложба класически реализъм „Песента на живота“ | Галерия „България“, концертен комплекс „България“      |  |
| 2015 г. | Изложба на велинградските художници | Художествена галерия, Велинград                        |  |
| 2016 г. | Изложба "Заветите на историята" Един проект на Васил Горанов и "Българска история" , вдъхновен от Лили Иванова                                           | Изложбени зали "Рафаел Михайлов" , Велико Търново      |  |
| 2017 г. | Изложба „Исторически романтизъм“ | Галерия „Сан Стефано“, комплекс „Сан Стефано Плаза“    |  |
| 2018 г. | Изложба "Между изгрева и залеза" | Галерия „Сан Стефано“, комплекс „Сан Стефано Плаза“    |  |
| 2022 г. | Изложба "Заедно" , ансамбъл по художествена гимнастика - Симона Дянкова, Лаура Траатс, Мадлен Радуканова, Стефани Кирякова, Елена Бинева, Ерика Зафирова | Галерия „Сан Стефано“, комплекс „Сан Стефано Плаза     |  |

## Илюстрации към книги
- „Сказание за хан Аспарух, княз Слав и жреца Терес“  на академик Антон Дончев[1]
- „Хан Тервел“ на академик Антон Дончев и академик Васил Гюзелев
- „Княз Борис I“ на Васил Гюзелев
- „Четата на Хаджи Димитър и Стефан Караджа“ на Зина Маркова
- „Цар Иван Шишман защитникът на отечеството“ на Николай Овчаров
- „Петър Богдан Бакшев“ на Божидар Димитров
- „Петър Бонев“ на Симеон Янев
- „Цар Симеон велики“ на Рашо Рашев
- „Гоце Делчев“ на Пейо К. Яворов
- „Йордан Йовков“ на Панко Анчев
- „Панайот Хитов“ на Константин Косев
- „Петър Бонев“ на Симеон Янев
- „Тодор Александров“ на Красимир Каракачанов
- „Княз Александър I Батенберг“ на Стоян Райчевски
- „Андрей Ляпчев“ на Димитър Косев
- „Даме Груев“ на Стоян Райчевски
- „Хан Тервел“ на академик Антон Дончев и академик Васил Гюзелев
- „Цанко Дюстабанов“ на Симеон Янев
- „Баба Тонка“ на Благовеста Касабова
- „Д-р Стоян Чомаков“ на Илия Тодев
- „Любомир Милетич“ на Стоян Райчевски
- „Екзарх Антим I“ на Стоян Райчевски
- „Преподобни Паисий Хилендарски“ на Панко Анчев
- „Любен Каравелов“ на Константин Косев
- „Георги Стойков Раковски“ на Стоян Райчевски
- „Васил Левски“ на Константин Косев
- „Първоучителят Методий“ на Ана Стойкова
- „Христо Ботйов“ на Захарий Стоянов
- „Александър Малинов“ на Стоян Райчевски
- „Презвитер Козма“ на Димитър Ангелов
- „Генерал Стефан Тошев“ на Стоян Райчевски
- „Иван Вазов“ на Симеон Радев
- „Пенчо Славейков“ на Панко Анчев
- „Цар Калоян“ на Николай Овчаров
- „Цар Самуил“ на Георги Н. Николов
- „Никола Вапцаров“ на Паруш Парушев
- „Презвитер Козма“ на Димитър Ангелов
- „Александър Малинов“ на Стоян Райчевски
- „Паисий Хилендарски“ на Велчо Велчев
- „Любен Каравелов“ на Константин Косев
- „Д-р Стоян Чомаков на Илия Тодев
- „Георги Стойков Раковски“ на Стоян Райчевски
- „Андрей Ляпчев“ на Димитър Косев
- „Цар Иван Шишман защитникът на отечеството“ на Николай Овчаров
- „Цанко Дюстабанов“ на Симеон Янев
- „Тодор Александров“ на Красимир Каракачанов
- „Климент Охридски“ на Илия Илиев
- „Стефан Стамболов“ на Милен Куманов
- „Петър Богдан Бакшев“ на Божидар Димитров
- „Марин Дринов“ на Боян Ангелов
- „Момчил Войвода“ на Стоян Райчевски
- „Покорени от христовия кръст“ на Кирил Камбарев
- „Пробуждане“ на академик Антон Дончев
- „Крум Страшни“ на Кирил Камбарев
- „България под въздействието на Геополитиката“ на Константин Косев
- „Икономика и морал или какво е да бъдеш човек“ на Джордж-Марк Райнов
- „България в балканския съюз срещу османската империя 1911-1913“ на академик Георги Марков
- „Заветите на историята“ на един проект на Васил Горанов и „Българска История“, вдъхновен от Лили Иванова
- „Между изгрева и залеза“